# Camí de la Via (l'Espona)
El Camí de la Via és un camí del terme de Castell de Mur, Pallars Jussà, dins de l'antic terme de Guàrdia de Tremp, en territori de l'Espona.
Arrenca d'una cruïlla de camins rurals al nord-est de la Cabana del Boix, des d'on emprèn cap al sud-sud-oest, de forma paral·lela al traçat de les vies del ferrocarril de la Línia Lleida - la Pobla de Segur. Se'n separa una mica per anar a buscar una cruïlla de camins al nord-oest de la Cabana de Jaumilla, i, després de travessar el barranc d'Arguinsola, d'on marxa cap al sud-oest el Camí de les Malloles, retorna a buscar la via del tren, prenent la direcció sud-est. De forma altra vegada paral·lela al traçat del ferrocarril, arriba a l'estació de Guàrdia de Noguera, i coontinua encara seguint paral·lel al traçat del camí de ferro fins que, en arribar al costat de llevant de la Rourera de Marranó, va a trobar la carretera LV-9124 en el seu punt quilomètric 0,3.
Segueix aquesta carretera cap a ponent 50 metres, i se n'aparta altre cop cap al sud-est, passa pel nord i l'est el Tros de l'Horta, travessa el barranc dels Confossos, sempre seguint de forma paral·lela el traçat de la via fèrria, pel seu costat de ponent, i se n'aparta un breu tros en travessar la llau de Rodelló prop del Pont de la Via, per tornar-s'hi a apropar tot seguit. Passa pel costat de llevant de les Esplanes i de Comó, i, com la via, del tren, es desvia cap al sud-oest. Passa per llevant de los Esquadros de Grabiel, de los Camps, del Serrat de la Via, i arriba a la Carretera de Cellers, al nord del poble de Cellers just al costat de llevant del Corral de Cotet, on acaba el seu recorregut.

## Etimologia
Pren el nom del fet que el camí ressegueix la via del ferrocarril.